# Moi, Antoine de Tounens, roi de Patagonie
Moi, Antoine de Tounens, roi de Patagonie est un roman de Jean Raspail paru le 2 mai 1981 aux éditions Albin Michel et ayant reçu le Grand prix du roman de l'Académie française la même année.

## Résumé
Il s'agit du récit fantaisiste des vingt-huit années du règne d'Orélie-Antoine Ier (1825-1878), roi d'Araucanie et de Patagonie, né Antoine de Tounens le 12 mai 1825 à La Chèze, commune de Chourgnac, en Dordogne.

## Éditions
- Moi, Antoine de Tounens, roi de Patagonie, éditions Albin Michel, 1981  (ISBN 2226011390).